# ビックリマン2000 集中豪無編
『ビックリマン2000 集中豪無編』（びっくりまんにせん しゅうちゅうごうむへん）は、同名の食玩『ビックリマン2000』を原作としたオンライン小説。アニメ『ビックリマン2000』の続編に当たる。著者は冨岡淳広、挿絵はエサカマサミが担当している。

## 概要
2001年8月1日から2002年8月2日までの間にビックリマンオフィシャルページで毎週更新された。ビックリマン2000の公式ストーリーとして発表された本作は、アニメ版最終回のその後を描いた物語でシリーズの完結編にあたる（また、『2000』の前日談である『スーパービックリマン』に登場した主人公とその仲間達4人が超聖神として再登場しており、『スーパー』アニメ版最終回の後日談でもある）。アニメのシリーズ構成を担当した冨岡淳広が脚本を引き続き執筆した。全46回。
シール版の全12弾中8弾以降の物語となっている。7弾の凶悪魔編が終了してから27年後が舞台となっているが、その間のエピソードはシールの裏書や作中での回想という形などで多少は補足できるようになっている。
様々なビックリマン作品とも関連を見せた「グランドフィナーレ」と呼ばれる終盤の展開は、他のシリーズのビックリマンファンまで巻き込んで議論の対象となった。
2002年9月をもって、公開を終了した。

## ストーリー
三つの世界が合併し虹天銀河となった平和な世界に、突如として巻き起こった「集中豪無」現象。集中豪無に飲み込まれたデミアンとフシールは、生きたまま死者の国「無間冥王獄」へ迷い込む。そして、アズールから集中豪無により世界が破滅へと向かっている事を知らされると自らの手で未来を変える事を決意。集中豪無の原因究明の為に70年前へと旅立った。

## 登場人物

### 主人公と仲間達
聖魔戦使デミアン（せいませんし-）
本作の主人公。天使属のタケルと悪魔属のチップの間に生まれた、両属性具有の少年。父より戦使の遺伝子を受け継いでいる。
未熟で腕白ながら責任感の強い、父親と良く似た性格。タケルの斬撃鉾にアズールの大破剣の力を受け継がせた武器、閃斬鎖剣を振るう。新紀元和合1960年の世界に送られ、集中豪無の謎を探る旅を行う。そこで迫害や生死といった様々な経験を経て悩み、しかし成長していく。
悪魔属と天使属の二つの姿に変わる事が可能。天使属の姿では周囲を洗脳する特異な能力を発揮し、悪魔属の姿では混沌を操り、デストロッドを持つ。
煌聖使フシール（こうせいし-）
デミアンの先輩にあたる天使属の少女。ヘッドの家系に生まれたデミアンを「お坊ちゃま」と呼ぶ。彼女も又戦士の遺伝子の持ち主だが、その出生は謎に包まれている。実はメカフェチという隠れた性癖がある。時の糸を見る得意な能力を持っている。
ゲンカク番長（-ばんちょう）
新紀元和合1960年の世界に生きる悪魔属の青年。バカラの父親であり、デミアンの曾祖父にあたる。粋魂光撲刀を振るい、また漢力という謎の力を持つ。屁理屈を嫌い、女性が苦手な硬派な性格。自分の故郷を壊滅させた超魔力爆戦機構、特に真黒騎士を強く嫌う。漢力はその際に村ごと殺された悪魔属達の怨嗟が切っ掛けとなって目覚めた。
紙芝居皇帝（かみしばいこうてい）
新紀元和合1960年の世界に生きる悪魔属の男。後のシネス皇帝。
イリダールで唯一の娯楽として紙芝居業を認められていたがトリスダルナへの逃亡を計画、国外に向かうデミアン達に同行する。当初はトリスダルナまでの予定だったが、天使属と悪魔属が果てしなく争い続けるその因果律に疑問を持ち、源層を探るべく共に旅する事となる。デミアンの仲間の中では冷静に物事を見ていたが、プロフェードの行いには怒る。パルージア騒動の後、今までは聖魔和合に理想を掲げていたが、聖魔和合が空しいと感じて現実に目を向けトリスダルナへ行き、ポーカードに出会う。
無導士ジャッジ（むどうし-）
集中豪無に天無撃裂砲という命の力がぶつけられた事で生じた存在。神裁刀（オラシオン・カタール）と強大な力を振るう。集中豪無を完成させる為、虹天紀27年から新紀元和合1960年のデミアンの前に現れる。命を持たないが心を持ち、故に命を持つ者達を前にして迷いを得る事となり、それを理解し、晴らす為にデミアン達に同行する。
ピンゼロイド
アクスヴァイ王がデミアン達を助けさせる為に同行させた機械魔守。パルージア騒動の後紙芝居皇帝と共にトリスダルナへ行く。
時幽心コマチ（じゆうしん-）
かつてゲンカク番長が唯一愛していた女性。故郷を壊滅させる超魔力爆戦機構を漢力で虐殺するゲンカク番長を身を挺（てい）して止めて死亡した。しかしパルージアの為に「幽心命」として霊精層を漂っていた所を召喚された。

### 現代（虹天紀0027年）の登場人物

#### 聖魔和合界エリア
星騎使タケル（せいないと-）
TV版の主人公で、虹天銀河成立の功労者にして輝ヘッドを勤める天使属の男。
魔助チップの好意を受け結婚、デミアンという子宝にも恵まれ、また現在は第二子も産まれようとしている。古い友人達とは相変わらずの腐れ縁が続いている。純粋な性格は変わっておらず、岳父のバカラからは「少年」と未だに言われている。
天助ポーチ先生（てんじょ-せんせい）
かつてタケルと共に戦った聖守の女性で、現在は学校の先生となっている。過去の凶悪魔達との闘いの中でタケルの事も若干意識するようになっていたが、結局結ばれる事は無かった。小説中で、虹天紀0015年に五回目の結婚式のドタキャンを行っていることが判明している。
賢聖大臣カンジー（けんせいだいじん-）
かつてタケルの聖守として共に戦った青年。現在はバカラの秘書となり、事務処理に追われる毎日である。大雑把なバカラに手を焼く事が多い。物語の最後でポーチと結婚する。
バカラ棟梁（-とうりょう）
虹天銀河を治めるスーパーヘッドに君臨する初老の悪魔属。
年老いても攻撃、前進しか知らない直線的な性格は相変わらず。義理の息子となったタケルとは日々試合をするのが日課となっている。かつては娘チップとタケルの交際に頑なに反対していたが最終的には折れ、結婚を認めた。
誠母チップ（せいぼ-）
バカラの一人娘でタケルの妻。
かつてバカラの娘という色眼鏡を嫌い非行に走ったが、それでもなお対等に接するタケルに対する好意がやがて恋愛感情にまで膨れ上がり、母親のダンディーラーの援助もあって結婚にこぎつけた。無事デミアンを出産し、現在は第二子を妊娠中。
ピンゾロイド2号
バカラに仕える機械の魔守。
大福太陽（だいふくたいよう）
かつての戦いで悪魔に染まった邪伝子を洗い落とすべく、福陽気妃が太陽となった存在。今日も銀河を明るく照らしている。
愛助コーラル（あいじょ-）→ヒーリングコーラル
コーラルが大人となった姿。現在は女医を勤めている。かつてW仏KINGに施された封印の変化を感じる。また戦使の聖守という特殊な立場から、新紀元和合1960年のガヴォード関与を感知する。後に神樹層に意識を飛ばしてアズールやガヴォードと対面、超聖水によって曼聖羅の力を持つ「ヒーリングコーラル」へと覚醒する。そして全ての命を守る為、深層使徒達の導きで深層に身を投じる。
＋ドライ婆（プラス-ばあ）
フシールを育てた聖守の老婆で、愛称は「ドラばーちゃん」。かつては闇の天使属を率いていた。
千舞道士（せんまいどうし）
凶悪魔襲来の際にタケル達と出会った闇の天使属。元+ドライ婆の部下で、フシールに戦闘技術を教えた。
スーパーゼウス（虹天紀27年）
聖魔和合界時代のスーパーヘッド。現在は引退して隠居生活を送っている。
シャーマンカーン
スーパーゼウスの補佐役にして師匠で育ての親でもある天使。引退してなお並ぶ者の無い大賢者。実は天使属や悪魔属といった区分けを超越する存在でその正体は「彼方」から神々の計画書の遂行を見守る立場にある超魂光守護星（ソウルレイ・ガーディアン）。
トーサンダー
タケルの父親で、新紀元和合1960年の勇闘サンダーの大人になった姿。タケルの子がデミアンと名付けられた時から歴史の真実に気付き、しかしそれを胸の内に秘めてきた。
保護観音（ほごかんのん）
サファリゾーンで稀少動物を保護する天使。集中豪無に呑み込まれて消滅したかに見えたが、今まで助けてきた動物達の救済によって霊精層に流れ着いて生き長らえる。
四荒魔（よんこうま）
保護観音にのみ懐く稀少動物。顔が四コマ漫画になっており、時々で様々なものを映し出す。

#### 幻次界エリア
ボンボリーダー
元スーパーヘッドで幻次界エリアの輝ヘッド。
マルコネオン
元幻次界の王で、幻次界創造主の血を引く人物。ダーツの育ての親でもある。デミアンにダーツを重ね見て、トーサンダーを聖魔塔に連れ出す。

#### 魔凶次元エリア
鉄壁女王
魔凶次元エリアの輝ヘッド。「凶悪魔以外を排除しようとしていた頃」と「凶悪魔が天使属と協力する現状」のギャップを感慨深く思っている。

#### 凶眼党
通禁特別海賊（つうきんとくべつかいぞく）
凶眼党のリーダーで、ベールガイスト一派の残党。かつて特別海賊としてバカラと戦い、倒される事無く吹っ飛ばされた。その後も生き残って反政府活動を続けていたようだが、突如発生した集中豪無によって消滅する。
細胞愚ロッキー（さいぼうぐ-）
凶眼党の一員。通勤特別海賊が人質として誘拐したデミアンとフシールに同情して逃がすが、その為に通勤特別海賊によって粛清を受けて死亡した。

#### 月転層
ノクスJr.（-ジュニア）
次界卵の力で悪魔という肉体を得た元アンドロイド。全時層の危機に聖魔和合界へと現れる。凶悪魔編に同名のキャラがいるが、勿論何の関係もない。
超大凶魔
かつてタケルと戦った強力な悪魔。現在は平和に暮らしているんだとか。

#### その他
ダークマターEX（-エクスパンシオン）
源層大魔性ブラック祖。あまりにも魔力が膨大になって一つの宇宙層になってしまった。その正体は両属性具有の片割れで悪魔のルーツ。集中豪無阻止のためゴドブレスを吸収して両性具有なろうとする。ゴドブレスやゼウスはダークマターの登場に動揺していた。
両属性具有エインゾフォル（アンヴィヴァレンツ-）
ダークマターEXとマスターゴドブレスの本来の姿で世界最初の命。ゴドブレスとダークマターの特徴がある。かつて深層の戦いにおいて、戦使ヒト・カヴォードをもとにザイクロイド・アノドが作り戦いを終結させた。

### 過去（新紀元和合1960年）の登場人物

#### アレグリア
聖祝宰ゴドブレス（せいしゅくさい-）/マスターゴドブレス
アレグリアを統治するゾーンヘッド。天使属繁栄と悪魔属根絶を掲げ、数多くの天使属の支持を得ている。穢れを嫌って影すら持たないという根本的な「天使至上」の存在。今は失われた理力を操る。LOVEサー帝の理力を利用してLOVEサー帝に自分の分身を宿し自身が死んだときのための道具として利用。現超聖神達を嫌い、排除しようとする。超聖神達と戦い、攻撃を受けても無傷だったが翼を攻撃され失った瞬間消滅。ゴドブレスは「善なるもの」が本体で、ゴドブレスが倒されると消滅する。
集中豪無をうけたLOVEサー帝の体から復活しようとしたが、プロフェードが真下に居たため神の力を得られず不完全な状態マスターゴドブレスになった。
元は両属性具有の片割れで全ての天使属のルーツ。
剛昇プロフェード（ごうしょう-）/天智昇プロフェード（てんちしょう-）/モルグ・エデラ
真天聖軍の「聖翼使（せいよくし）」にしてゴドブレスの聖守。
かつてはイリダールの政務執行官を勤めていたパルージアの聖守だったが、アレグリアの思想に感化されて造反、現在はイリダールの政権を完全に掌握している。陰険でプライドが高く性格で、LOVEサー帝からは嫌われている。勇撃師団によって捕らえられるがゴドブレスに救出される。元々はイリダールのスラム街に住む孤児だった。いつかスラム街を抜け出す日を模索していたが、そこで箱入り娘だった幼き日のパルージアと遭遇、その理想も思想も全てを否定する為に政務執政官までのし上がった。パルージアとの遭遇でスラム街を抜け出したが、周りの世界もスラムと見なし神の力を得てスラム脱出の野望を秘めていた。
天智装衣を纏い、ゴドブレスの理力を授かり「天智昇プロフェード」に変化し、今まで以上の力を発揮する。
紙芝居皇帝に殺されて死んだかに見えたが、死んだのは影武者であった。ビーストデミアン襲撃時に海の中に沈んだが、海底で冬眠していて虹天紀0027年に目覚め、神の力を得るために動く。集中豪無をうけたLOVEサー帝の体からゴドブレスが復活しようとした際、真下にいたプロフェードが集中豪無を吸収し異形の姿をしたモルグ・エデラとなったが、神の力はプロフェードが操れる代物ではなくモルグ・エデラは生きる爆弾となった。
LOVEサー帝（らぶ-てい）
真天聖軍の「聖鎧使（せいがいし）」だが、後に降格されて「聖讃使（せいさんし）」となる。悪魔属を強く憎み、またゴドブレスに依存している。天使の中でも理力が強いが、それを利用され後に「御聖母」とされ崩御したゴドブレスの復活の道具とされた。虹天紀0027年になってからも「御聖母」として聖牢閣で自由の無い日々をおくっていたが、ミネラル魚太と会いドリップリマドンナの遺書を渡され心を入れ替え自由を得た。武器のラケッ刀から放つ「0スマッシュ」は命中対象の防御力を0にする能力を持つ。
プラン大賢（-たいけん）
アレグリアで混沌の研究を行う真天聖軍の科学者聖守。研究の名の下に非情な実験を行う。混沌から魔気を抽出し、自在に操る魔清を開発する。
ドリップリマドンナ
LOVEサー帝の友人。アレグリアの住人だがゴドブレスの思想に疑問を持ち、反抗的な姿勢をとっていた。しかし荒引友達を人質にとられてデミアン達を襲う。後に荒引友達が殺された事を知ってデミアン達に協力する。必殺の歌声「射断スキャット」は広範囲を切り裂く強力な攻撃。
シルク八頭神（-はっとうしん）
別次元からやって来た謎の天使。何故か八頭身。真天聖軍に協力している。
荒引友達（-フレンド）
ドリップリマドンナの友人で各地を渡り歩く商人聖守。ドリップリマドンナと同じくゴドブレス反対派だったがその証拠を掴まれて真天聖軍に捕まり、プラン大賢の実験体にされて死亡する。
45回天（よんじゅうごかいてん）
真天聖軍の「聖華使」。LOVEサー帝と共に新紀元和合1960年に現れたデミアン達を襲うが、幾度かの戦闘の後にデミアンによって殺される。
悦迅宮（えっじんぐう）
自称「エッジ」。45回天の後を継いで「聖華使」となった。LOVEサー帝のパートナーとなって共に行動する。
マスカラフル
LOVEサー帝に従う「聖魅使」。真天聖軍の生き残りとして虹天紀27年にも登場、集中豪無を探るための参考人として連行されるが、集中豪無を語り出した途端に発狂する。
ミネラル魚太（-うおた）
真天聖軍の「聖絢使（せいけんし）」。フラシェルに侵入して民衆の不安を煽る秘密工作を行う。死ぬ事無く虹天紀まで生き残っていて、LOVEサー帝に会いドリップマドンナの遺書を渡す。
藩豪推参（はんごうすいさん）
真天聖軍の「聖傑使（せいけつし）」。デミアンを捕らえるべくLOVEサー帝と共にフラシェルに現れる。その後「船の墓場」に逃げたデミアンを追うが、真黒騎士の襲撃に倒れる。
ペチカイロ
剛昇プロフェードの部下で、「炎の牢獄」としての能力を持つ聖守。語尾に「〜ペチ」がつく。真天聖軍ではなく、あくまでもイリダール天使軍に所属。プロフェードの思想に共感していた。
金剛W巣（こんごうダブルす）
勇撃師団に所属していたがプロフェードに賛同して裏切ったW属。その真意はW仏KINGの理想世界創造の為に真天聖軍を利用しようとしているのだが、プロフェードはそれさえも込みで利用している。

#### イリダール
慈帝妃パルージア（じていき-）→鬼望パルージア神精（きぼう-しんせい）
イリダールを統治していた女性悪魔ヘッド。
「赦しの女神」とも称される程の慈悲深い心の持ち主。神の子を宿していたがプロフェードの造反と同時に姿を消して行方不明となっている。幼い頃から次代イリダールヘッドとして英才教育を受け、それ故に穢れを一切知らない無垢な心を持っていた。しかし好奇心からスラム街に踏み込み、貧富の差等といった「聖魔和合の闇」を前に嫌悪感を得る。そんな自分自身に驚愕したパルージアは以来それを覆そうと執政を行ったが、プロフェードの憎悪とアレグリアの侵略を前に屈し、プロフェードによって妊娠していた神の子も失う。その事に強い絶望と憎悪を抱きつつ、それを制止しようとする心との軋轢に苦しみ、失われた命を取り戻す為に命と心を手放して神へと至るべくミューテリオンの海底に沈み、鬼望パルージア魔精となる。
ギルグリム伝師（-でんし）
かつてプロフェードと共にパルージアを補佐した聖魔守。現在はパルージアと共に神秘ゾーンに逃れ、ビート神殿に隠れていた。そこに辿り着いたデミアン達にパルージア失踪の真相を語る。

#### 勇撃師団
探出武者（たんでむしゃ）
勇撃師団の師団長を勤める闇の天使属。千舞道士の師匠。
勇闘サンダー（ゆうとう-）
勇撃師団の見習い天使。後のトーサンダー。戦士の遺伝子の持ち主。
正義感のとても強い性格。一度は理力聖重壁突破の為に戦使の遺伝子を解放して死んだかと思われていたがアンドロココに助けられ、後に魔法を学んで帰ってくる。
蓄音鬼神（ちくおんきじん）
古くから勇撃師団に所属する悪魔。幼い頃のパルージアに「聖魔和合の闇」を話してしまい、彼女が嫌悪感を、プロフェードが生きる目的を得る切っ掛けとなった。
針飛び佐助（はりと-さすけ）
勇撃師団に所属する魔守。真天聖軍に捕まって拷問を受け、デミアン達を誘き出す為に公開処刑にかけられる。

##### 一般人
甲板女優（かんばんじょゆう）
聖魔和合界を代表するイリダール出身の大女優。勇撃師団では無いが争乱に心を痛め、協力している。45回天からデミアンを庇って攻撃を受け、死亡する。左舷選手を引き連れている。
左舷選手（さげんせんしゅ）
戦艦型の機械聖守。甲板女優に仕える、自称「甲板女優のマネージャー兼ボディガード兼リムジン役」。甲板女優亡き後もデミアン達の移動手段として同行する。

#### フラシェル
アクスヴァイ王（-キング）
フラシェルを統治する魔守ヘッド。義理人情に厚い豪儀な性格で、ゲンカク番長とは杯を交わした仲。
嵐淡々（らんたんたん）
アクスヴァイ王の秘書を勤める聖守。
オゾン小僧（-こぞう）
フラシェル近辺にある「船の墓場」に潜む天使。迷い込んだデミアンを諭す。後のオゾン僧侶。
モールス受神（-じゅしん）
フラシェル近辺にある「船の墓場」で弱者達を助ける天使属の女性。クリア姉妹の祖母。常に「ツー・ツー・トン・トン」な喋り方をする。
フィッシュ裸婦（-らふ）
「船の墓場」に隠れ潜む悪魔属の女性。プロフェードが実権を握る前にイリダールから逃亡した。真黒騎士の勧誘でトリスダルナへと向かう。
深入倍戦（ふかいりばいせん）
「船の墓場」に隠れ潜む悪魔属。好戦的な性格で、イリダールへの攻撃を考え、一時デミアン達に同行する。

#### トリスダルナ
猊下ホアノモス/真猊ホアノモス（げいか-/トゥルー-）
トリスダルナを治めるヘッド。天使至上の情勢で悪魔属の擁護を行う温厚派とされているが、真天聖軍に対して反撃の素振りも見せないが、実はカリスマデビル復活のためにわざと反撃をしないでいた。デビル復活時には仮面を外して真猊ホアノモスになっていた。仮面の下は円らな瞳だった。
真黒騎士（まっくろナイト）
トリスダルナの特使として暗躍する悪魔属の女。かつて超魔力爆戦機構に所属しており、ゲンカク番長の住む村を壊滅させたらしい。
邪ベール（じゃ-）
魔創陣密院筆頭を勤める凶悪魔。後のベールガイスト。「デミアンを台頭にして真天聖軍と戦うべき」と主張する過激派で、穏健派のホアノモスと真っ向から対立するが、アクスヴァイ暗殺の濡れ衣を着せられて真黒騎士に殺害された。死後バオラムハバに遭遇して邪ベールはバオラムハバに自身の願いを伝え邪凶大帝ベールガイストに転生した。
6王知恵悪魔（ろっきんぐちえあくま）
魔創陣密院のメンバーの一人でホアノモスの知恵袋と呼ばれる悪魔。ロックンロールのノリで喋る。混沌を単なる噂と情報操作をしていた。

#### サプリメン党
ミネラ流（-る）
真天聖軍に捕まったサプリメン党の一員。B汰民Bと共にパルージアの神子受胎を手伝った。集中豪無、ひいては神の領域に関係する「B」の秘密を知る者として、拷問を受ける。
B汰民B（びーたみんびー）
ミネラ流の姉で、サプリメン党の象徴「B」を名に頂く人物。プロフェードの造反時にパルージアと神秘ゾーンに逃げたが、重傷を負ってビート神殿で療養していた。

#### 天城京
スーパーゼウス（新紀元和合1960年）
天城京を統治するヘッド。当時は各ゾーンの自主性に任せていたため、聖魔和合界のトップではあったものの全域を掌握するほどの強権はなかった。初代超聖神の子で本来は神だが、カミゲノムを封じて天使属に降格している。

#### 合天明星島
七代目静女天（ななだいめしずかにょてん）
魔法界を所蔵した寺院に住む守護司の聖守。瀕死の勇戦サンダーを助けた後に結ばれ、タケルを出産する。
タフ鎧（-がい）
七代目静女天の聖守。本編で登場するのは新紀元和合1960年頃の若い頃。後のタケルの教育係。
擬音曹司（ぎおんぞうし）
合天明星島の7守護司をまとめる人物。やたらと擬音を使って喋る。
衰齢4祈祷（すいれいよんきとう）
守護司の長老格で、サブリーダーを勤める悪魔。
ワイルド魔女ラム（-まじょ-）
守護司の一人で、七代目静女天の友人。

### 神の領域
冥王アズール（めいおう-）
無間冥王獄で死霊達と戦い続ける戦使。故人の為、一切歳をとっていない。
虹天銀河を影で支える立役者であり、冥王と呼ばれている。無間冥王獄に迷い込んだデミアンに大破剣が持つ死の力を託すべく、斬撃鉾を閃斬鎖剣へと進化させた。そしてデミアン達を新紀元和合1960年に送り、また自身もダーツと共に神の側から「終滅」阻止に乗り出す。
ジョーカード/ポーカード
かつてバカラを裏切り、そして葬られた筈の魔手。その正体は混沌より生じた「混沌の魔笑」とも称される真性の魔。全世界の消滅を目論み、時さえも超えて暗躍する。
ポーカードの状態では、言葉巧みにデミアンを騙してデビル復活の器にすることや、紙芝居皇帝を手駒にするため接触する。
ジョーカードの状態ではデミアンに接触してデストロッドを渡し、時層を結界で守っていたシヴァマリアを襲う。
戦使ヒト・カヴォード/虚体カヴォード（せんし-/きょたい-）
かつて別次元からやって来た「人間」。初代超聖神によって「戦使の遺伝子」のモデルとなった。現在は神樹層で冷凍睡眠中。虚体カヴォードは霊精層に沈む心が本体を遠隔操作している状態で、コーラルに超聖水を加えてヒーリングコーラルへと覚醒させる。「集中豪無を止める」という目的の為にあらゆる者を利用する。

#### 五造大神
ダーツインヴォリア→虹天使ダーツ（こうてんし-）
幻次界の王子であったが、W仏KINGに代わる心産みの神へと昇華した少年。
心優しい性格は神となった今でも失われていない。アズールと共に「終滅」の謎を神の領域から追う。
次界胎后ノヴァ（じかいたいごう-）
国産みの神を担う五造大神。次界卵編で姿を消し、甲神域に控えていた。
魂轟神マグマインド（こんごうしん-）
陸産みの神を担う五造大神。
崇命界王ミラー寿（すうめいかいおう-じゅ）
命産みの神を担う五造大神。
天雷将虚主守（てんらいしょうコズモ）
天産みの神を担う五造大神。
W仏KING（ダブルぶっキング）
五造大神の一柱で、先代心産みの神。ジョーカードに襲われたシヴァマリアを助ける。次界卵編で神の身ながら次界卵を用いた事で超聖神の罰を受け、次界卵の中に封印された。集中豪無編で登場するのはそれより以前、新紀元和合1960年頃の過去のW仏KINGである。
グリニッジ神官（-しんかん）
五造大神に仕える「時の管理者」。アズール、ダーツと共に行動する。

#### 源層界
アンドロココ
かつて天使達を率いて聖魔和合を為し、そして神格へと昇華した天使。アツィルト・フェニックスの祖先で、かつてアノドを仮封印した四戦士の一人。以前はタケル達を助け、スーパーゼウスの補佐を勤めていたが、現在は元の神の座に戻っていた。しかし勇闘サンダーの戦使の遺伝子解放に危機感を覚え、カミゲノムを封じて天使属に自ら降格、下界に降り立つ。
シヴァマリア
かつての悪魔属ヘッド「ワンダーマリア」が聖心に目覚めた姿。ベリアーアムル（『スーパービックリマン』の漫画版ではシルヴァ・マリア）の祖先で、かつてアノドを仮封印した四戦士の一人。現在はアンドロココと共に神格となり、源層界に住んでいる。アンドロココとの約束で世界を守る為に時層空間で結界を張り続けていたが、ジョーカードの襲撃で重傷を負う。

#### 神樹層
ビシュヌ・ティキ（漫画版）
アニメでのティキであるイエツィラーティキとは別の世界（漫画版での『スーパービックリマン』）の人物。メカタートルに乗っている。
シルヴァ・マリア
シヴァマリアのルーツを持ち、漫画版での『スーパービックリマン』でフェニックス達と共にアノドに挑んだ四戦士の一人。神樹層の聖樹キングダムに住むハーフデビル。
魔魂プタゴラトン（まこん-）
かつて多くの人造悪魔を生み出した悪魔で、現在は聖樹キングダムの住人。

#### 深層
深層源浄バオラムハバ（しんそうげんじょう-）
深層に棲む最高位の神。特異転グランデロアと特異仙グランリーニュを操る。パルージアの神格化に携わるが、それに伴って集中豪無が発生した。邪ベールを邪凶大帝ベールガイストに転生させることに携わっていた。
特異転グランデロア/特異仙グランリーニュ（とくいてん-/とくいせん-）
ミューテリオンの海に出現する深層の使徒。二人とも肌の色は青で角の色は赤であるのは共通した特徴だが、グランデロアは白色をしており、グランリーニュは黒色をしているのが異なる（武器除いて）。イリダールの統治者が代々行う神子受胎を執り行う役目を持つ。深層の意思に従って時をも超えて行動する、超聖神以上の存在。実は深層よりも上の存在である「彼方」からの使徒であった。真の目的は神々の計画書の実行およびそれを妨げる者の排除。
二人の使徒には戦闘形態があり、グランデロアは「絶対全デロアーゴ」に変わり、グランリーニュは「絶対無リーニュゴ」に変わる。
シトシンガル/グアニンガル/チミンガル/アデニンガル
神秘ゾーンに潜む「深層養基亜神」達。「命と神の領域を流れる宇宙の種子を運ぶ」とされる重要な存在だが、その姿や言動はかなりふざけている。

#### 超聖神
かつてアノドを封印した四戦士の子孫達で、アニメ版での『スーパービックリマン』の最終回で聖魔和合界を創造した。現在はメカタートル内で聖魔和合界を見守っている。
アツィルト・フェニックス/大聖フェニックス（たいせい-）
『スーパービックリマン』の主人公。火の超聖神で、フェニックスが神となった姿。アンドロココの子孫で、かつて仲間達と共にアノドを封印した天使。
イエツィラーティキ/海天聖ビシュヌ・ティキ（かいてんせい-）
水の超聖神。フェニックスの仲間の一人で、アニメ版でのティキが神となった姿。ハムラビシーゲルの子孫で、元アクアンヌーンの王子。三つ編みの髪型が増殖している。
アッシャーアスカ/倭天聖イザナ・アスカ（わてんせい-）
地の超聖神。フェニックスの仲間の一人で、アスカが神となった姿。スサノオロ士の子孫。
ベリアーアムル/月光聖アマゾ・アムル（げっこうせい-）
風の超聖神。フェニックスの仲間の一人で、アムルが女神となった姿。シヴァマリアの子孫で、天使と悪魔の混血であるハーフデビル。
甲機メカタートル（こうき-）
源層暦（遥か昔）に初代超聖神（アノド）の良心が生み出した巨星体。現在も超聖神となったフェニックス達の船として存在している。
巨魔界神ザイクロイド・アノド（きょまかいしん-）/初代超聖神
かつての世界（アニメ版での『スーパービックリマン』の世界）を滅ぼそうとした悪の神。フェニックス達によって封印されたが、その正体が初代超聖神と同一人物である事が明かされ、かつての世界が崩壊する原因となった。しかし、世界を再生させる為の「光」をメカタートルに残し、フェニックス達が聖魔和合界を創造するきっかけとなった。

## 専門用語
ここでは集中豪無編から出てくる用語について説明する。その他の用語についてはビックリマン2000#能力・技術・現象を参照。

### 世界
虹天銀河
聖魔和合界、魔凶次元、幻次界の三世界が融合し、新しく誕生した銀河。
無間冥王獄（むげんフィールド）
俗にいうあの世の事。その性質上生者が立ち入る事は基本的に出来ない。数知れぬ悪霊達が犇めき、時として生者の世界に害を及ぼそうとしており、アズールが常にそれらと戦い、抑えている。
甲神域（こうしんホライゾン）
超聖神や五造大神達が住まう神の領域。
魔法層（まほうそう）
新紀元和合1960年に法力寺院に安置されている一つの「宇宙」で、理力・魔力に代わる新たな力「魔法」の起源。かつての時空震で聖魔和合界に取り込まれたもので、割と大きな球の形で存在している。
神樹層（しんじゅそう）
聖魔和合界と並列して存在する世界。端的に言えば、漫画版での『スーパービックリマン』の世界。
月転層（げってんそう）
聖魔和合界によく似た世界。端的に言えば漫画版での『ビックリマン2000』の世界。
霊精層（れいせいそう）
神と命の両方を取り持つという世界。かつて天源核がここで造られた。保護観音や四荒魔が流れ着き、カヴォードの心が眠っている。
深層（しんそう）
バオラムハバが存在する時と空間が無い世界で、アノドを生み出した世界でもある。
彼方（かなた）
深層以上の層。彼方の向こうにも世界は存在する。

### 国・場所
イリダール
新紀元和合1960年代に存在した国の一つ。聖魔和合ゾーンの一つで、正式名称は「聖魔国家イリダール」。パルージアによって平安が保たれていたがプロフェードの造反によってアレグリアの配下となり、現在は悪魔属を排他する天使至上の国となっている。
アレグリア
新紀元和合1960年代に存在した国の一つ。正式名称は「天使絶対国家アレグリア」、又「天使絶対ゾーン」とも呼ばれる。古代の戦い（ビックリマンでの戦いの事）を神聖視し、真天聖軍を結成して悪魔属の徹底排除を行う。首都は「黎明皇（ドーンスメラ）」。
フラシェル
新紀元和合1960年代に存在した国の一つで、聖守と魔守のみが暮らしている水上都市国家。当初から魔守がヘッドを勤めている珍しい政治大系をとる。真天聖軍の侵略に備えて要塞化が進んでいる。
トリスダルナ
新紀元和合1960年代に存在した国の一つ。悪魔排斥の時代にあって悪魔属を守る事から「悪魔の駆け込み寺」とも呼ばれる「悪魔属性真性ゾーン」。「純魔殿（デビルパライゾ）」という楼閣に猊下ホアノモスやその家臣達「魔創陣密院（エスタブリッシュメント）」がいる。
神秘ゾーン（ミステリー-）
新紀元和合1960年の聖魔和合界を周遊するという謎のゾーン。パルージアが神子受胎を行った「B」、ビート神殿がある。
天城京（てんじょうキャッスル）
聖魔和合界時代まで存在していたスーパーゼウスが君臨する中央政府。本編に登場するのはそれより70年前の新紀元和合1960年のもの。
深層時崇宮（しんそうヒストリアルパレス）
深層の神々を祀っていたイリダール領地の神殿。だがプロフェード造反の後に破壊された。その地下には何故か時の糸が存在していた。後に「天獄」という監獄施設に改造される。
合天明星島（ユニオンフォースランド）
イリダールから遠く離れた絶海の孤島。「法力寺院」の魔法層を守護司と呼ばれる者達が護り続けている。
アステロイドベルト
イリダール上空に浮かぶ帯状の岩石群。既に死んだ岩石である為に重力を得られず、浮遊し続けている。この何処かに勇撃師団のアジトがある。
奈落（ならく）
プロフェード達がイリダール処刑場に造った混沌の扉。混沌で満ちており、基本的にここに落ちたものは助からない。しかしデミアンはその中で混沌を味方につけ、デストロッドを獲得する。
ミューテリオン
ビート神殿から無限に沸き出す神性の海。これに邪悪な意思が介在した事で集中豪無が発生したとされている。
深達海溝（デプスクレバス）
海底に出現した砂の城の城門奥に広がる光満ちた世界。宇宙生成の養基に満ちる生命の海。

### 組織
凶眼党
大福太陽の光から逃れ、現在も凶悪魔としての自我を保つ残党達。通禁特別海賊をヘッドに組織され、銀河に争乱を巻き込むべく破壊活動を続ける。
真天聖軍
新紀元和合1960年の勢力の一つ。天使のみで構成される軍団で、イリダールに天使の独立国家を築かんとし、悪魔の根絶を目的としている。
勇撃師団
新紀元和合1960年の勢力の一つ。真天聖軍と戦う天使と悪魔の混合軍。元々はイリーダルの近衛兵隊で、パルージアの守備隊だった。
サプリメン党
多くの世界に散らばり、その繁栄と滅亡の秘密を知るという謎の一族。表立つ事を控え、抱える秘密を守る為に「沈黙の仮面」という意識封印技術を持つ。また聖魔和合界のサプリメン党は代々イリーダルヘッドの神子受胎を手伝うという使命を持つ。
超魔力爆戦機構（デビルフォース・ウォーリアス）
かつての悪魔属ヘッド「スーパーデビル」の復活を狙う秘密結社。そこには猊下ホアノモスの関与が？

### 種族・存在
両属性具有（アンヴィヴァレンツ）
超聖神が生み出したとされる最初の存在。天使と悪魔の両方の性質を持つ完全無欠の存在だったが、悪魔属性の肥大化によって慢心し、超聖神に反逆して処罰された。それによって天使属と悪魔属の半身ずつに裂かれたとされているが…？
深層使徒（しんそうしと）
深層の意思を実行する存在にして超聖神を超える高位の神々。本編では特異転グランデロアと特異仙グランリーニュが該当する。
深層養基亜神（しんそうようきあしん）
深層の神々から直接神の力を与えられた意識体で、「無から有を生み出す」事さえ可能な神に似た存在。
時空属性（じくうぞくせい）
あらゆる時間を見守る神でも命でもない存在。霊精層を中心に両方の橋渡しをするのが使命。
赤い瞳のビースト
歴史上からその存在を抹消された存在。新紀元和合1960年に現れ、当時一つだった聖魔和合界の大地を砕いて99のゾーンに変えた。
幽心命（アストラル・カインド）
死して尚無間冥王獄に落ちる事無く、生も死も無く霊精層に漂う特異な存在。時幽心コマチがこれに該当し、彼女が幽心命となれたのは当時彼女が妊娠しており、彼女自身が「その子の為に生きたい」という強い「命の力」があった為である。

### 能力・現象
集中豪無（しゅうちゅうごうむ）
時層に突如出現し、現存するあらゆる世界を消滅させ、再創造さえも起こす謎の怪現象。その原因は新紀元和合1960年代にあるとされているが…？
理力聖重壁（りりょくセントウォール）
イリダール国境に築かれている光の障壁。突破しようとすると強烈な波動が天使属・悪魔属ともに焼き尽くす。
魔結界（まけっかい）
トリスダルナ周辺に張られている対天使属性用守護結界。
戦使の遺伝子（せんし-いでんし）
戦使を戦使たらしめる要素で、「戦いの本能」とも称される。血筋によって受け継がれていく。その起源は謎に包まれているが、神が生み出したものらしい。
カミゲノム
旧ビックリマン時代の強力な力をもたらすもの。これを備えたものは不滅とされ、倒されてもいずれ復活することができる。またゼウスやロココなど神に列しているものはこれを封じることで天使に降格して命の領域で活動している（不干渉の盟約により神々は命に干渉できないため）。
漢力（おとこぢから）
ゲンカク番長の男気と魔力が合わさって発揮されるとてつもない力。普段は眼帯によってその発生を抑制している。息子のバカラには同質の力が継がれている。
終滅（ネクロノン）
数知れぬ世界から長い年月をかけて溜まり、凝縮された悪性のエネルギー。

### 計画
理魔力天無撃裂滅計画（りまりきてんむげきバースト・オペレーション）
虹天紀27年において発案された、集中豪無が発生したらその拡散を抑え込み、内部から発生源を破壊する装置を作る計画。

### 武器
閃斬鎖剣（せんざんチェーンソード）
デミアンの持つ武器。タケルの斬撃鉾にアズールの大破剣の死の力が合わさって造り出された。
夢鉄砲フェザーキャノン（むてっぽう-）
時の糸とフシールの力が合わさって大型銃器。「夢導時光弾（ドリムブリット）」という「時間」をエネルギーとする弾丸を放つ。
デストロッド
デミアンが奈落の中で得た混沌で出来た変形自在の杖。その獲得にはジョーカードが関わっている。
天無撃裂砲（てんむバーストほう）
カンジーが天聖理力砲を元に設計した巨大砲。理力と魔力を集約して砲撃する。

### 年号
虹天紀
虹天銀河が出来てからの新しい暦。集中豪無事件が起きたのは虹天紀0027年。